# وعره (یمن)
 وعره  به عربی ( وَعَرة  ) دهستان است در ۵۲ کیلومتری شهر صنعاء در عزلهٔ (عُمامه)، از توابع استان صَنعاء در کشور یمن در شبه جزیره عربستان است. 

## جمعیت
جمعیت آن (۱۲۴۴ ) نفر (۱۰۱ خانوار) می‌باشد.

## منبع
- المقحفی، ابراهیم، احمد ، (مُعجَم المُدُن وَالقَبائِل الیَمَنِیَة) ، منشورات دار الحکمة، صنعاء، چاپ پنجم، وانتشار سال ۱۹۸۵ میلادی به (عربی).